# مارگارت تیلور
 مارگارت تیلور (انگلیسی: Margaret Taylor؛ ۲۱ سپتامبر ۱۷۸۸ – ۱۴ اوت ۱۸۵۲) یک سیاست‌مدار اهل ایالات متحده آمریکا بود. وی بین سال‌های ۱۸۴۹ تا ۱۸۵۰ عهده‌دار سمت بانوی اول ایالات متحده بوده‌است.